# La Mystérieuse Affaire de Styles (téléfilm)
Pour le roman, voir La Mystérieuse Affaire de Styles.
La Mystérieuse Affaire de Styles (The Mysterious Affair at Styles) est un téléfilm britannique de la série télévisée Hercule Poirot, réalisé par Ross Devenish, sur un scénario de Clive Exton, d'après le roman La Mystérieuse Affaire de Styles, d'Agatha Christie.
Ce téléfilm, qui constitue le 20e épisode de la série, a été diffusé pour la première fois le 16 septembre 1990 sur le réseau d'ITV.

## Synopsis
1917, pendant la Première Guerre mondiale, le lieutenant Arthur Hastings, rapatrié en Angleterre, est invité par son ami John Cavendish à demeurer quelque temps à Styles court, sa demeure à la campagne. John lui apprend que sa mère, Emily, s'est remariée avec un certain Alfred Inglethorp, guère apprécié dans la famille. Le lendemain, la secrétaire Evelyn Howard est renvoyée par Emily après avoir critiqué son mari et le reste de la journée est consacré aux disputes entre Emily et les autres membres de la famille. Mais la nuit suivante, Emily meurt empoisonnée. Hastings se dirige alors vers un ami belge, Hercule Poirot, qui séjourne à Styles, pour résoudre cette affaire. Avec de l'ordre et de la méthode, le détective commence son enquête en examinant la chambre de la victime et interroge tout le monde un à un. Alors que Poirot a découvert qu'un nouveau testament rédigé le jour du crime est brûlé ce qui laisse penser qu'il y a un lien avec la mort d'Emily, l'assassin repasse sur la scène du crime pour cacher une preuve. 
Tous les soupçons se portent immédiatement sur son mari Alfred qui hérite de sa fortune. Mais celui-ci, ayant été absent de la maison pendant la nuit du crime, refuse de coopérer avec les autorités. Pourtant, Poirot va tout faire pour éviter que le suspect soit arrêté par le jeune inspecteur Japp. Le détective découvre ultérieurement qu'Alfred a un alibi qu'il n'a pas voulu révéler. Par la suite, l'inspecteur Japp arrête John pour le meurtre de sa mère. Plus tard, alors que le procès de John se tient, Poirot, installé dans la maison londonienne des Cavendish, a une révélation en discutant avec Hastings, le faisant faire un aller-retour à Styles. Il découvre le poison et une preuve accablante. Il fait réunir tout le monde le soir dans la maison londonienne pour dévoiler les dessous de cette sale affaire...

## Fiche technique
- Titre français : La Mystérieuse Affaire de Styles
- Titre original : The Mysterious Affair at Styles
- Réalisation : Ross Devenish
- Scénario : Clive Exton, d'après le roman La Mystérieuse Affaire de Styles (The Mysterious Affair at Styles) (1920) d'Agatha Christie
- Direction artistique : Peter Wenham
- Décors : Rob Harris
- Costumes : Linda Mattock
- Photographie : Vernon Layton
- Montage : Derek Bain
- Musique originale : Christopher Gunning
- Casting: Rebecca Howard
- Production : Brian Eastman
  - Production exécutive : Nick Elliott
- Sociétés de production : Carnival Films, London Weekend Television
- Durée : 100 minutes
- Pays d'origine :  Royaume-Uni
- Langue originale : Anglais
- Genre : Policier
- Ordre dans la série : 20e épisode – (1er épisode de la saison 3)
- Première diffusion :
  -  Royaume-Uni : 16 septembre 1990

## Distribution
- David Suchet (VF : Roger Carel) : Hercule Poirot
- Hugh Fraser (VF : Jean Roche) : Capitaine Arthur Hastings
- Philip Jackson (VF : Claude d'Yd) : Inspecteur-chef James Japp
- Beatie Edney : Mary Cavendish
- David Rintoul (VF : Erik Colin) : John Cavendish
- Gillian Barge : Emily Inglethorp
- Michael Cronin (VF : Roger Lumont) : Alfred Inglethorp
- Joanna McCallum : Evelyn Howard
- Anthony Calf : Lawrence Cavendish
- Allie Byrne : Cynthia Murdoch
- Lala Lloyd : (VF : Lita Recio) : Dorcas (la bonne)
- Michael Godley : Dr Wilkins
- Morris Perry : Mr Wells (le coroner)
- Penelope Beaumont : Mrs Raikes (la voisine)
- David Savile : Superintendant Summerhaye
- Tim Munro : Edwin Mace (le pharmacien)
- Tim Preece : Philips, KC (l'avocat)
- Merelina Kendall : Mrs Dainty (la commerçante)
- Brian D. Coleman : le pasteur
- Eric Stovell : le chimiste
- Donald Pelmear : le juge
- Caroline Swift : l'infirmière
- Ken Robertson : un officier de l'armée
- Michael D. Roberts : Tindermans
- Gordon Dulieu : un clerc du tribunal
- Jeffrey Robert : le président du jury
- Robert Vowles : le chauffeur de la voiture
- David Michaels : un soldat

## Autour du téléfilm
- Alors que la série se déroule principalement dans les années 1930, l'épisode se déroule en 1917. Le dernier épisode de la série, Hercule Poirot quitte la scène, se déroulera sur le lieu du crime de cet épisode.
- Second roman adapté dans la série (après La Maison du péril dans la saison précédente), c'est aussi l'adaptation du premier roman écrit par Agatha Christie.